# Hannelore Kraft
Hannelore Kraft, född Külzhammer 12 juni 1961 i Mülheim an der Ruhr, är en tysk socialdemokratisk politiker, tillhörande SPD, och civilekonom. Hon var från 14 juli 2010 till 27 juni 2017 Nordrhein-Westfalens ministerpresident, där hon till en början ledde en minoritetsregering mellan hennes SPD och det tyska miljöpartiet Die Grünen. I lantdagsvalet 2012 gick den rödgröna regeringen kraftigt framåt och uppnådde egen majoritet. 

## Biografi
Kraft blev 2004 socialdemokratisk partiordförande i Nordrhein-Westfalen och en av SPD:s vice partiordförande på federal nivå. Hon var den första kvinnliga ministerpresidenten i delstaten och var även 2010–2011 som första kvinna ordförande i Tysklands förbundsråd.
I valet till Nordrhein-Westfalens lantdag i maj 2017 gick SPD tillbaka med 7,9 procentenheter, så att Kraft förlorade regeringsmajoriteten. Hon meddelade i samband med sin avgång som ministerpresident att hon drar sig tillbaka från toppolitiken och lämnade även sina partiämbeten inom SPD, men fortsatte att representera sin valkrets Mühlheim an der Ruhr i lantdagen. Hon efterträddes som ministerpresident av Armin Laschet (CDU) i ledningen för en högerkoalition.